# Hafsia Herzi

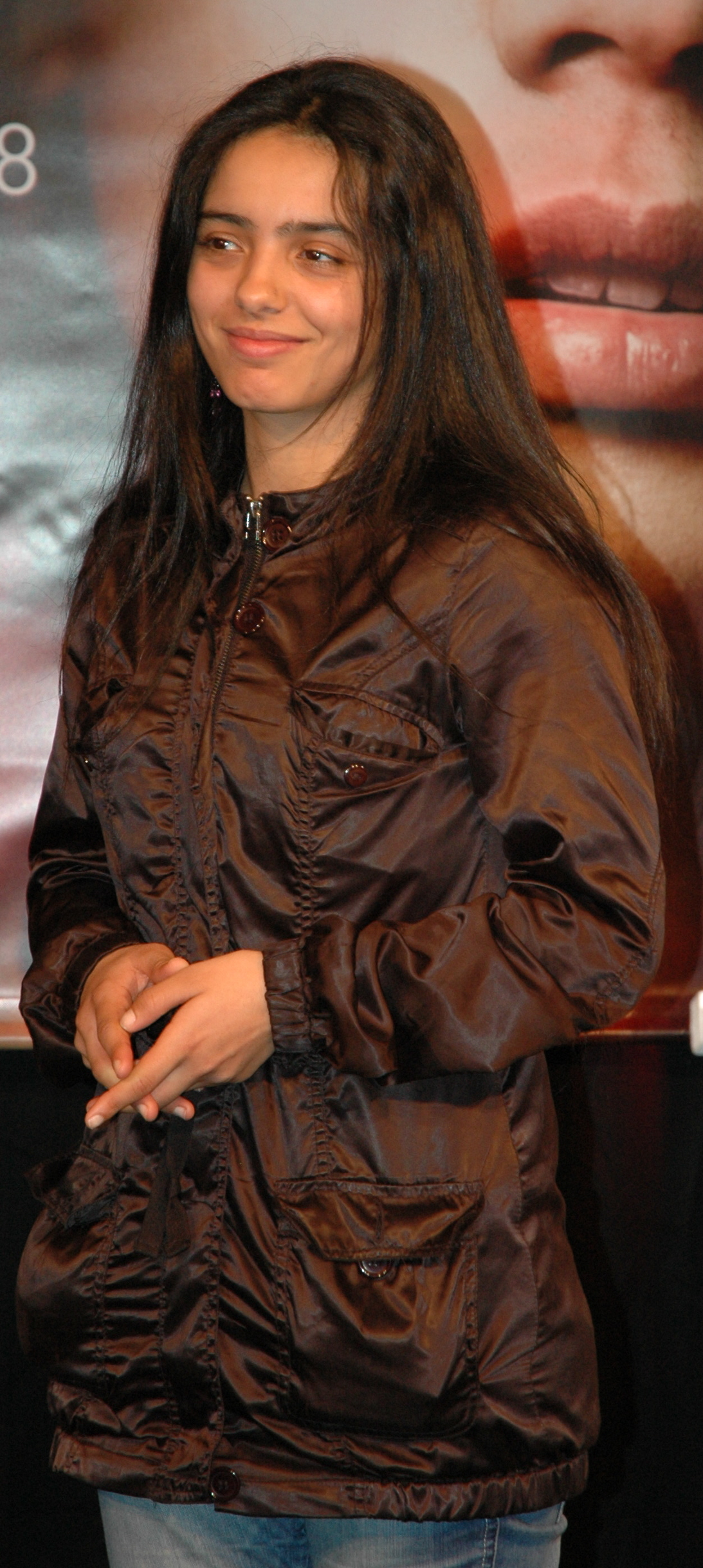
Hafsia Herzi am Crossing Europe Filmfestival in Linz (2008)

Hafsia Herzi (* 25. Januar 1987 in Manosque, Alpes-de-Haute-Provence) ist eine französische Schauspielerin und Regisseurin.

## Biografie
Herzi wurde 1987 als jüngstes von sechs Kindern einer algerisch-tunesischen Familie geboren. Sie wuchs in einfachen Verhältnissen im Norden von Marseille auf. Ihr Vater starb, als sie zwei Jahre alt war, ihre Mutter war Hausfrau. Erste schauspielerische Erfahrung sammelte Herzi im Alter von zwölf Jahren, als sie als Komparsin in einem Fernsehfilm des öffentlich-rechtlichen Fernsehsenders France 3 vor der Kamera stand. Schauspielkurse konnte sie jedoch nicht besuchen, da ihre Familie nicht über genügend finanzielle Mittel verfügte.
Nach dem Schulabschluss begann Herzi ein Studium der Rechtswissenschaft, ehe sie 2005 bei einem Casting in ihrer Heimatstadt von dem französischen Regisseur Abdellatif Kechiche entdeckt wurde. Kechiche, ebenfalls nordafrikanischer Abstammung, bereitete zu dieser Zeit in Marseille seinen dritten Spielfilm Couscous mit Fisch vor, nachdem er für sein vorangegangenes Werk L’Esquive, eine Milieustudie über eine Gruppe von heranwachsenden Jugendlichen in den Pariser Vorstädten, das Lob der Kritiker und den wichtigsten französischen Filmpreis, den César, erhalten hatte. Wie L’Esquive fokussiert Couscous mit Fisch erneut das Leben der nordafrikanischen Minderheit in Frankreich und wurde ebenso fast ausnahmslos mit Laiendarstellern besetzt. Der Film erzählt die Geschichte eines 60-jährigen arbeitslosen Werftarbeiters (gespielt von Habib Boufares), der von seiner Familie geschieden lebt. Mittlerweile arbeitslos, flüchtet er sich in seine Träume und versucht mit seiner neuen Lebensgefährtin und deren Tochter ein Restaurantboot für Couscous und Fisch zu eröffnen.
Couscous mit Fisch feierte seine Welturaufführung auf den 64. Filmfestspielen von Venedig, wo er im Wettbewerb um den Goldenen Löwen vertreten war. Für seine Bilder und seinen kunstvoll arrangierten Erzählrhythmus gelobt, avancierte der Film zum Mitfavoriten auf den Hauptpreis, während Herzi für ihr Porträt der jungen und energischen Stieftochter Rym ebenso Anerkennung erhielt und gemeinsam mit der australischen Oscar-Preisträgerin Cate Blanchett (I’m Not There), der Britin Kierston Wareing (It’s a Free World…) und der Chinesin Tang Wei (Gefahr und Begierde) als Mitfavoritin für die Coppa Volpi, den Preis für die beste Schauspielerin des Filmfestivals, galt. Zwar ging der Darstellerpreis an Blanchett, doch erhielt Herzi den Marcello-Mastroianni-Preis als beste Nachwuchsschauspielerin und 2008 den César in derselben Kategorie. Die Laiendarstellerin hatte für ihr Kinodebüt ihr Studium von September bis Dezember 2005 unterbrochen, für eine Bauchtanz-Szene fünfzehn Kilogramm zugenommen sowie täglich vier Stunden Muskeltraining und sechs Stunden Tanz pro Woche absolviert.
Nach der Zusammenarbeit mit Kechiche verlor Herzi das zugenommene Gewicht und den markanten Marseiller Akzent. Sie brach ihr Jura-Studium ab und lebt heute im 19. Pariser Arrondissement, wo sie eine Schauspielausbildung absolviert. Weitere Film- und Fernsehrollen folgten, darunter Française, der Debütfilm von Souad El-Bouhati, die ARTE-Produktion Außer Kontrolle von Christophe Lamotte und Abbas Fahdels arabischsprachiges Drama Dawn of the World. Im Jahr 2009 war sie in Francis Husters Drama Un homme et son chien an der Seite von so bekannten Schauspielern wie Jean-Paul Belmondo und Max von Sydow zu sehen. Ebenfalls 2009 erschien die Filmkomödie Le roi de l’évasion (Alain Guiraudie); im Mai 2010 kam Raja Amaris Drama Anonymes in die Kinos.
Erstmals Regie führte Herzi im Kurzfilm Le Rodba (2010). 2019 realisierte sie mit Du verdienst eine Liebe (Tu mérites un amour) ihren ersten Langfilm, bei dem sie neben der Regie auch das Drehbuch schrieb, die Produktion übernahm und die Hauptrolle spielte. Mit diesem Langfilmdebüt wurde sie zur Semaine de la Critique beim Filmfestival von Cannes 2019 eingeladen.
Im Jahr 2025 wurde ihr Spielfilm Die jüngste Tochter in den Hauptwettbewerb des 78. Filmfestivals von Cannes eingeladen. Dabei handelt es sich um eine Literaturverfilmung nach Fatima Daas.

## Filmografie (Auswahl)

### Als Schauspielerin
- 2002: Notes sur le rire (TV)
- 2007: Couscous mit Fisch (La Graine et le Mulet)
- 2007: Außer Kontrolle (Ravages)
- 2008: Französin (Française)
- 2008: Dawn of the World  (L’Aube du monde)
- 2008: Ein Mann und sein Hund (Un homme et son chien)
- 2009: Der Ausreißer (Le roi de l’évasion)
- 2010: Buried Secrets (Anonymes)
- 2011: Haus der Sünde (L’Appollonide (Souvenirs de la maison close))
- 2011: Quelle der Frauen (La source des femmes)
- 2011: Sie hat alles gestanden (Pour Djamila)
- 2012: The Bag of Flour (Le sac de farine)
- 2012: Eine Familie im Krieg (Inheritance)
- 2013: Madame empfiehlt sich (Elle s’en va)
- 2013: Exit Marrakech
- 2013: The Marchers (La Marche)
- 2014: War Story
- 2014: Certified Halal (Certifée Halal)
- 2015: Par Accident
- 2016: Sex Doll
- 2017: Superlovers (Des plans sur la comète)
- 2017: Of Skin and Men (L'amour des hommes)
- 2017: Mektoub, My Love: Canto Uno
- 2018: This Teacher
- 2018: Black Tide (Fleuve noir)
- 2018: Féminin plurielles
- 2019: Mektoub, My Love: Intermezzo
- 2019: Du verdienst eine Liebe (Tu mérites un amour) – auch Regie, Drehbuch und Produktion
- 2019: Persona non grata
- 2020: Schwestern – Eine Familiengeschichte (Soeurs)
- 2021: Madame Claude
- 2022: Trois nuits par semaine
- 2023: Le ravissement
- 2024: Les gens d’à côté
- 2024: La Prisonnière de Bordeaux

### Als Regisseurin
- 2010: Le Rodba (Kurzfilm) – auch Drehbuch
- 2019: Du verdienst eine Liebe (Tu mérites un amour) – auch Hauptrolle, Drehbuch und Produktion
- 2021: Eine gute Mutter (Bonne Mère) – auch Drehbuch
- 2022: Mädchen gegen Jungs (La Cour) – auch Mitarbeit am Drehbuch
- 2025: Die jüngste Tochter (La petite dernière) – auch Drehbuch

## Auszeichnungen
- 2007: Marcello-Mastroianni-Preis für Couscous mit Fisch (Beste Nachwuchsdarstellerin)
- 2008: Prix Lumières für Couscous mit Fisch (Beste Nachwuchsdarstellerin)
- 2008: Étoile d’Or für Couscous mit Fisch (Beste Nachwuchsdarstellerin)
- 2008: César für Couscous mit Fisch (Beste Nachwuchsdarstellerin)
- 2008: Muhr Award des Dubai International Film Festival für Französin (Beste Darstellerin)
- 2009: Französischer „Shooting Star“ bei den Internationalen Filmfestspielen Berlin